# مسجد ماری
مسجد ماری (انگلیسی: Marree Mosque) در ماری، استرالیای جنوبی در حدود ۱۸۸۲ (برخی منابع اوایل سال ۱۸۶۱ را ذکر کرده‌اند. ) این مسجد را اعضای جامعۀ «افغان» جنوب استرالیایی ساخته‌ بودند.  این «افغان» ها به‌طور کلی مسلمانان دورۀ انگلیسی هند بودند اگر چه برخی از آن‌ها واقعاً از اهالی افغانستان و خاورمیانه بودند. آن‌ها به عنوان ساربان و پرورندهٔ شتر در منطقه مشغول به کار بودند. آمارها نشان می‌دهند که حدود ۳۰۰ نفر از این افغان‌ها به این شغل در استرالیا مشغول بودند تا زمانی که اتومُبیل و قطار جایگزین شترها شد.
مسجد را شترداری به نام عبدالقادر، صاحب ایستگاه وانگامانا، یکی از چراگاههای شتر، ساخت. یکی دیگر از ساربانان، ملا احمد خان، پیشنماز مسجد در اوایل قرن بیستم بود. این شهر در نهایت دو مسجد داشت، که مسجد شمالی در حدود سال ۱۹۱۰ تخلیه شده بود گزارش دیگری نشان می‌دهد، سالمندی به نام سید غلام‌دین مسجد را به عمد در سال ۱۹۵۶  تخریب کرد چون که دیگر نمی‌توانست از آنجا مراقبت کند و بسیاری از نسل جوان افغان دیگر مسلمان نبودند.
ساختمان مسجد را از نظر ساخت می‌توان با نخستین مسجد اسلام مقایسه کرد. هر دو سقف‌های کاه اندود شده، تنه‌های نخل، گِل، جهت به سمت قبله، جایی برای وضو و یک منبر کوچک داشتند و در مقابل دیگر نشانه‌های مسجد که دوره‌های بعد اضافه شدند یعنی گنبد، مناره، محراب، مقرنس را ندارند.
در سال ۲۰۰۳ فرزندان آن افغان‌ها که هنوز نسلشان در ماری ساکن بودند، مسجد را بازسازی کردند.